# Halictophagus insularum
Halictophagus insularum är en insektsart som först beskrevs av Pierce 1908.  Halictophagus insularum ingår i släktet Halictophagus och familjen kamvridvingar. Inga underarter finns listade i Catalogue of Life.